# Sildavija
Sildavija (sildavsko: Zyldavja) je izmišljena država v Tintin in njegove pustolovščine, zbirki stripov belgijskega risarja Hergéja. Nahaja se na Balkanu in je v vojaških sporih s sosednjo državo Burdurijo. Sildavija je predstavljena v knjigi Otokarjevo žezlo (1938–1939), Odprava na Luno (1950-1952), Pristanek na Luni (1952–1953, na kratko), Zadeva Sončnica (1954–1956) in Tintin in jezero morskih psov (1972), ter je omenjena v Tintin in gverilci (1975–1976).
Glede na Tintin: Hergé and Its Creation Harryja Thompsona iz leta 2011 je bila Sildavija "idealizirana upodobitev srednje Evrope med vojnama – dobrohotna monarhija, mirno vaško življenje, krepki kmetje, ki kadijo iz velikih pip." 
Hergé je trdil, da se država močno zgleduje po državah iz resničnega sveta, Albaniji in Črni gori, in morda temelji tudi na večjih balkanskih državah, kot so Srbija, Romunija in Bolgarija.

## Pregled
Sildavija je monarhija, ki ji je v času Otokarjevega žezla vladal kralj Muskar XII. Glavno mesto je Klow, nekdanji Zileheroum, ki se nahaja na sotočju rek Moltus in Vladir (po Pragi, ki je na reki Vltavi ). Druga mesta, imenovana v knjigah, so Niedzdrow, Istov, Dbrnouk, Douma, Tesznik in Zlip. V Siladaviji živi 642.000 prebivalcev, od tega 122.000 v Klowu, kar nakazuje, da je država po velikosti podobna Črni gori. Nacionalni letalski prevoznik je Sildar, uradna valuta pa je khôr.
Sildavija se imenuje tudi "kraljestvo črnega pelikana", njena zastava pa je rumena s črnim pelikanom v sredini. V skladu s tem se v Črni gori nahaja največje letovišče pelikanov v Evropi.
Ljudje govorijo sildavščino, jezik, ki izgleda in zveni slovansko, vendar večinoma temelji na zahodnonemškem marolskem narečju iz Bruslja. :5–10Napisana je v cirilici, zanimivo pa je, da je v srednjeveških dokumentih uporabljena latinica, nekatere uporabljene črke cirilice pa so neposredno prečrkovanje latiničnih črk (npr. "sh" je zapisano "сз" - primerjajte s poljskim "sz" "- namesto "ш").
Geslo kraljestva je " Eih bennek, eih blavek!« kar Hergé prevaja kot »Qui s'y frotte s'y pique "Kdor se tam podrgne, ga zbode" (pravzaprav moto Nancy, iz latinščine non inultus premor, ki se nanaša na njen simbol, bodiko; v britanski izdaji so prevajalci prevedli geslo "If you gather Thistles, accept Prickles"). Geslo je mogoče razlagati tudi kot bruseljski narečni prevod nizozemskega izraza " Hier ben ik, hier blijf ik« (»Tukaj sem, tukaj ostajam«).
Zdi se, da imajo Sildavci radi mineralno vodo, ki pa ne gre v slast kapitanu Haddocku, ki pije viski, enemu od Tintinovih sopotnikov.
Točna lokacija Sildavije v stripu ni podana, nič več pa ni znanega od tega, da se nahaja na Balkanskem polotoku, ki meji na drugo izmišljeno državo Burdurijo in da ima dostop do morja. V enem primeru je tudi zamenjana z Grčijo, vendar je dodana razlaga, da se v tam zelo drugače oblačijo. V Odpravi na Luno pot sildavske rakete kaže na lokacijo severno od Donave. Navdihi za Sildavijo so različni. Kot je opozoril Hergé, je bila glavni navdih Črna gora, vendar se zgodovina države zgleduje po številnih balkanskih državah. Har Brok piše, da je bila Sildavija "morda oblikovana po vzoru države, kot sta Romunija ali Jugoslavija".:4–5

## Zgodovina
Področje Sildavije so do 6. stoletja poseljevala nomadska plemena neznanega izvora, ko so jo preplavili Slovani. V 10. stoletju so jo osvojili Turki, ki so zasedli ravnine in Slovane pregnali v gore (v resnici so Balkan osvojili v 14. stoletju). Sodobna Sildavija je nastala leta 1127, ko je plemenski poglavar Hvegi premagal turške osvajalce v bitki pri Zileheroumu in prevzel ime Muskar ter vladal do leta 1168. Čeprav je bil uspešen vladar, je bil njegov sin Muskar II slabši kralj. Burdurija je državo osvojila med vladavino Muskarja II. leta 1195, dokler jih Otokar I. (njegovo pravo ime in naslov je bil baron Almaszout) leta 1275 ni pregnal.
Leta 1360 je kralj postal Otokar IV. Vzel je oblast mnogim nadobudnim plemičem. Ko je sovražnik, baron Staszrvitch, zasedel prestol in ga napadel z mečem, ga je Otokar z žezlom podrl po tleh. Kralj je nato ukazal, da mora vladar Sildavije imeti to žezlo, sicer izgubi oblast, saj mu je rešila življenje. Ta običaj je imel še leta 1939 veljavo zakona.
Leta 1939 je Sildavijo skoraj napadla njena soseda Burdurija, del zarote, s katero bi izgnali kralja Muskarja XII. Žezlo je bilo ukradeno v upanju, dase bo kralj odpovedal prestolu. Tintin je rešil položaj z vrnitvijo žezla tik pred dnem svetega Vladimirja. Burdurijci so nato razglasili, da umikajo vojake 15 milj od meja. (Položaj je bil zelo podoben tistemu ob anšlusu v Avstriji leta 1938, čeprav rezultat ni bil enak.)
Kralj Muskar XII je vnet motorist, ki se vozi sam s pomočnikom za spremstvo in nosi lastno pištolo za samoobrambo. Za dvorne in javne slovesnosti se pojavi v razkošni huzarski obleki, ob drugih priložnostih pa v bolj preprosti uniformi. Muskar XII je dejanski vladar in ne ustavni monarh (glej razsvetljeni absolutizem ). Sam je ukazal svojim ministrom in generalom, naj naredijo potrebne korake za preprečitev državnega udara in napada. Kralj Muskar XII je poročen, vendar ime njegove soproge kraljice ni znano.
Kralj je opazno odsoten v drugih zgodbah, ki se dogajajo v Sildaviji ali vključujejo Sildavijo – Zadeva Sončnica in Pristanek na Luni. Obe sta bili postavljeni v čas po drugi svetovni vojni, čas različnih balkanskih monarhij, ki so bile modeli za izmišljeno Sildavijo, kasneje strmoglavljene in njihovi vladarji izgnani. Ni jasno, kakšna oblika vlade je na oblasti v povojni Sildaviji.

## Grb
Sildavski ščit je prikazan na naslovni strani in strani 62. stripa Otokarjevo žezlo. Grboslovno bi bil opisan takole:
V prvem in četrtem zlatem polju kvadriranega ščita črn pelikan, v drugem in tretjem rdečem polju dva srebrna polmeseca. Na šlemu kraljeva krona Sildavije, šlemno ogrinjalo je modro-srebrno; ob ščitu prekrižano kraljevo žezlo Sildavije in žezlo pravice.
Pod ščitom visi Red zlatega pelikana.
Geslo: EIH BENNEK, EIH BLAVEK (Tu sem, tu ostanem)

## Jezik
V svoji knjigi Tintin Ketje de Bruxelles (Casterman, 2004ISBN 2-203-01716-3 ), sta Daniel Justens in Alain Préaux dokumentirala, kako sildavski jezik temelji na Marols ali Marollien, narečju Marollen, nekdanje delavske (čeprav zdaj trendovske) četrti Bruslja. Marols, ki se ga je Hergé naučil od svoje babice, je oblika nizozemščine, ki vključuje veliko besed francoskega izvora in delček španščine. Zdi se, da sildavščina vključuje značilnosti različnih srednjeevropskih jezikov z osnovo Marolsa, da ustreza Hergéjevemu okusu; ti jeziki so tudi nemščina, poljščina, češčina in madžarščina. Piše se tako v cirilici kot v latinici, kakor srbščina.
Izobraženi Sildavci so predstavljeni, ko govorijo Tintinov jezik (v izvirniku francosko). Obstaja namig, da je nemščina prevladujoči drugi jezik med manj izobraženimi, saj ga v enem od prizorov, ko se Haddock pritožuje, da je žejen, sildavski vojak ne razume, dokler on ne zavpije " ich bin durstig". Takrat je bila nemščina prevladujoč skupen jezik v Srednji in Vzhodni Evropi ; pričakovali bi, da bodo Sildavci bolje obvladali nemščino kot večina drugih v Srednji ali Vzhodni Evropi, saj je njihov jezik soroden nemščini.
Obstoj germanskega sildavskega jezika (in najverjetneje tudi burdurščine) je znotraj tega stripovskega sveta mogoče razložiti s priseljevanjem nemško govorečih, kot so resnični transilvanski Sasi in Podonavski Švabi, morda kot del večje nemške vzhodne kolonizacije, vendar se je njegov jezik v tisoč letih razhajal zaradi precejšnje odrezanosti od preostalega germansko govorečega sveta in stika z drugimi skupinami, kar pravzaprav ni podobno razvoju romunščine.

## Kulinarika
Zdi se, da je sildavska kuhinja značilna za vzhodno Evropo; blini, zelišča, klobase in okrasi so vidni v kuhinji sildavske restavracije v Otokarjevem žezlu. Mineralna voda je pomemben izvozni izdelek, alkohola pa je malo, nad čimer se kapitan Haddock močno zgraža. Ko Haddock ob obisku profesorja Sončnice v raziskovalni ustanovi skuša s seboj prinesti alkohol, mora plačati veliko carino.
Omenjeno je, da je glavna jed na deželi szlaszeck, ki ga je natakar opisal kot zadnjo nogo mladega psa v težki sildavski omaki. Vendar to morda ni res, saj si je natakar hotel Tintina nekoliko privoščiti. Szlaszeck (očitno iz poljščine szaszłyk, " šiš kebab ") postrežejo Tintinu z gobami in solato.

## Atomske raziskave
V petdesetih letih 20. stoletja je imela Sildavija tajen, a uspešen vesoljski program na območju Sbrodja (v angleški izdaji imenovan Sprodj).
Atomski raziskovalni center Sprodj, viden v Odprava na Luno in Pristanek na Luni, se nahaja v Sildaviji. Obsežen kompleks se nahaja v gorovju Zymylpathian Syldavia (Karpati), ki se nahaja v bližini bogatih nahajališč urana. Središče je tajno in zelo strogo varovano, vključno z velikim številom varnostnih kontrolnih točk, helikopterskim nadzorom, protiletalskim topništvom in eskadriljo lovskih letal, ki se nahajajo v objektu. Delo v središču, ki ga izvaja velika ekipa mednarodnih fizikov, ki jih je zaposlila siladavska vlada, vključuje raziskave zaščite pred učinki jedrskega orožja in je osnova za sildavski vesoljski program. Objekt, za katerega se zdi, da je popolnoma samozadosten, upravlja direktor, gospod Baxter. Center Sbrodj ima svoj jedrski reaktor za predelavo urana v plutonij in ima močne zmogljivosti za raziskave in gradnjo rakete, ki Tintina in njegove tovariše popelje na Luno. Ogromen kompleks je bil nazadnje viden na koncu Pristanka na Luno in ni viden nikoli več v zbirki Tintin.
V Odpravi na Luno Center za atomske raziskave Sbrodj povabi profesorja Sončnico, da vodi svoj vesoljski oddelek, kasneje pa Tintina in kapitana Haddocka, da postaneta del misije na Luno. V Zadevi Sončnica, Sildavini tajni agenti tekmujejo s rivalskimi burdurskimi agenti, da ugrabijo profesorja Sončnico in dobijo načrt za razvoj zvočnega orožja.

## Narodni ples
Bluštika, kar pomeni "zvijanje kozjega plesa", kot ga vidimo v Tintin in jezero morskih psov.

## Narodno jezero
Narodno jezero je "Pollishoff", kar pomeni "Jezero morskih psov". Zdi se, da so navdih za to jezero različna jezera na južnem Balkanu, zlasti Ohridsko jezero, Skadrsko jezero ali Prespansko jezero.

## Narodna obramba in svečane vojaške enote
Po standardih iz leta 1930 ima Sildavija sodobno vojsko, opremljeno s protiletalskimi topovi in radarskimi postajami. Zdi se, da ima dobro pripravljene obrambne sisteme s kontrolnimi točkami in bunkerji.
Vojska ima vzhodnoevropski videz, morda po zgledu Poljske ali Češkoslovaške; vendar pa čelade spominjajo na švicarske. Uniforme imajo stoječe ovratnike, oznake činov pa se nosijo na ovratniku. Oborožena policija ali žandarmerija v zelenih uniformah je nameščena tako na podeželju kot v mestih.
Kraljeva garda nosi huzarske uniforme, slog, ki izvira iz vzhodne Evrope. Slavnostni stražarji v kraljevi zakladnici Klow nosijo razkošne uniforme tradicionalnega balkanskega sloga in so oboroženi s helebardami.

## Glavno mesto
Glavno mesto Sildavije je Klow. Mesto so v 10. stoletju ustanovili Turki in se je takrat imenovalo Zileheroum. Madžarski nomadi, ki so živeli tam, so bili prisiljeni živeti v gorah Zmyhlpathernian, medtem ko so se Turki sami naselili v novoustanovljenem mestu, ki se nahaja v rodovitnih hribih. Leta 1127 so nomadi pod vodstvom svojega poglavarja Hveghija premagali in pregnali turške osvajalce. Hveghi je prevzel ime Muskar, kar pomeni "pogumen", Zileheroum pa se je preimenoval v Klow, kar pomeni "prosto mesto" iz kloho (»svoboda«) in ow (»mesto«). Leta 1168 je Muskar umrl in nasledil ga je njegov sin Muskar II. Muskar II pa je bil šibak in sosednji Burdurji so zavzeli državo.
Klow ima široko paleto kulturnih stilov. Večinoma tipično jugoslovansko, veliko je tudi stavb avstrijskega in turškega videza, na primer stare džamije. Vendar sta arhitektura in dekoracija gradu Kropow češkega sloga, a je lahko to tudi posledica slave češke arhitekture.
Kot veliko in razmeroma premožno glavno mesto ima Klow velik naravoslovni muzej z nameščenimi okostji dinozavrov. Klow naj bi bil prestolnica mineralne vode in slovijo po svoji mineralni vodi Klowaswa (v cirilici: Кловасва), kar dobesedno pomeni "Klowska voda" ali "voda iz Klowa". V nasprotju z običajnimi Sildavci, ki uporabljajo cirilico, Klowski kraljevi dvor uporablja latinico.

## V popularni kulturi
Pesem Sildavija španske skupine La Unión (Mil Siluetas, 1984) omenja to deželo kot deželo sanj. Tudi nizozemska skupina Flairck ima pesem z naslovom Syldavian Waltz, ki se nahaja v njihovem albumu The Emigrant (Syldavische wals, De Emigrant, 1989).

## Izvirne zgodbe
Tintinove zgodbe v Sildaviji:
- Le Scepter d'Ottokar (Otokarjevo žezlo, 1939)
- Objectif Lune (Odprava na Luno, 1953)
- On a marché sur la Lune (Pristanek na Luni, 1954, samo prizori na Zemlji)
- L'Affaire Tournesol (Zadeva Sončnica, 1956)
- Tintin in jezero morskih psov (1972)